# الوویهار
الوویهار (به لاتین: Aluwihare) یک منطقهٔ مسکونی در سری‌لانکا است که در استان مرکزی (سری‌لانکا) واقع شده‌است.